# Mesoleptidea hohenwartensis
Mesoleptidea hohenwartensis là một loài tò vò trong họ Ichneumonidae.